# Ołeksandr Petriw
Ołeksandr Petriw (ukr. Олександр Петрів, ur. 5 sierpnia 1974), ukraiński strzelec sportowy. Złoty medalista olimpijski z Pekinu.
Specjalizuje się w strzelaniu pistoletowym. Zawody w 2008 były jego pierwszymi igrzyskami olimpijskimi. Triumfował w rywalizacji w pistolecie szybkostrzelnym na dystansie 25 metrów. W drużynie był brązowym medalistą mistrzostw świata w 2002 i 2006.